# Dimitri Liénard
Dimitri Liénard (Belfort, 13 febbraio 1988) è un ex calciatore francese, di ruolo centrocampista.

## Caratteristiche tecniche
È un centrocampista centrale.

## Palmarès

### Competizioni nazionali
- Championnat National: 1

Strasburgo: 2015-2016
- Ligue 2: 1

Strasburgo: 2016-2017
- Coppa di Lega francese: 1

Strasburgo: 2018-2019